# Framingham
Framingham je město ve Spojených státech amerických. Nachází se v okrese Middlesex County ve státě Massachusetts. Ve městě žije přibližně 72 tisíc obyvatel a jeho rozloha činí 68,5 km². Město bylo založeno roku 1650. Nachází se v regionu MetroWest ležícím v metropolitní oblasti Bostonu. Je 14. nejlidnatějším městem v Massachusetts. Město má vysoký podíl Brazilských Američanů.

## Rodáci
- Og Mandino (1923–1996) – americký spisovatel
- Gerald O'Grady (1931–2019)
- Adam Schiff (* 1960) – americký politik
- Ginger Fish (* 1965) – americký bubeník

## Partnerská města
- Governador Valadares, Brazílie
- Lomonosov, Rusko